# Pterostylis curta
Pterostylis curta là một loài lan đặc hữu của New Caledonia, đông và đông nam Australia. Đây là loài điển hình của chi Pterostylis.

## Hình ảnh

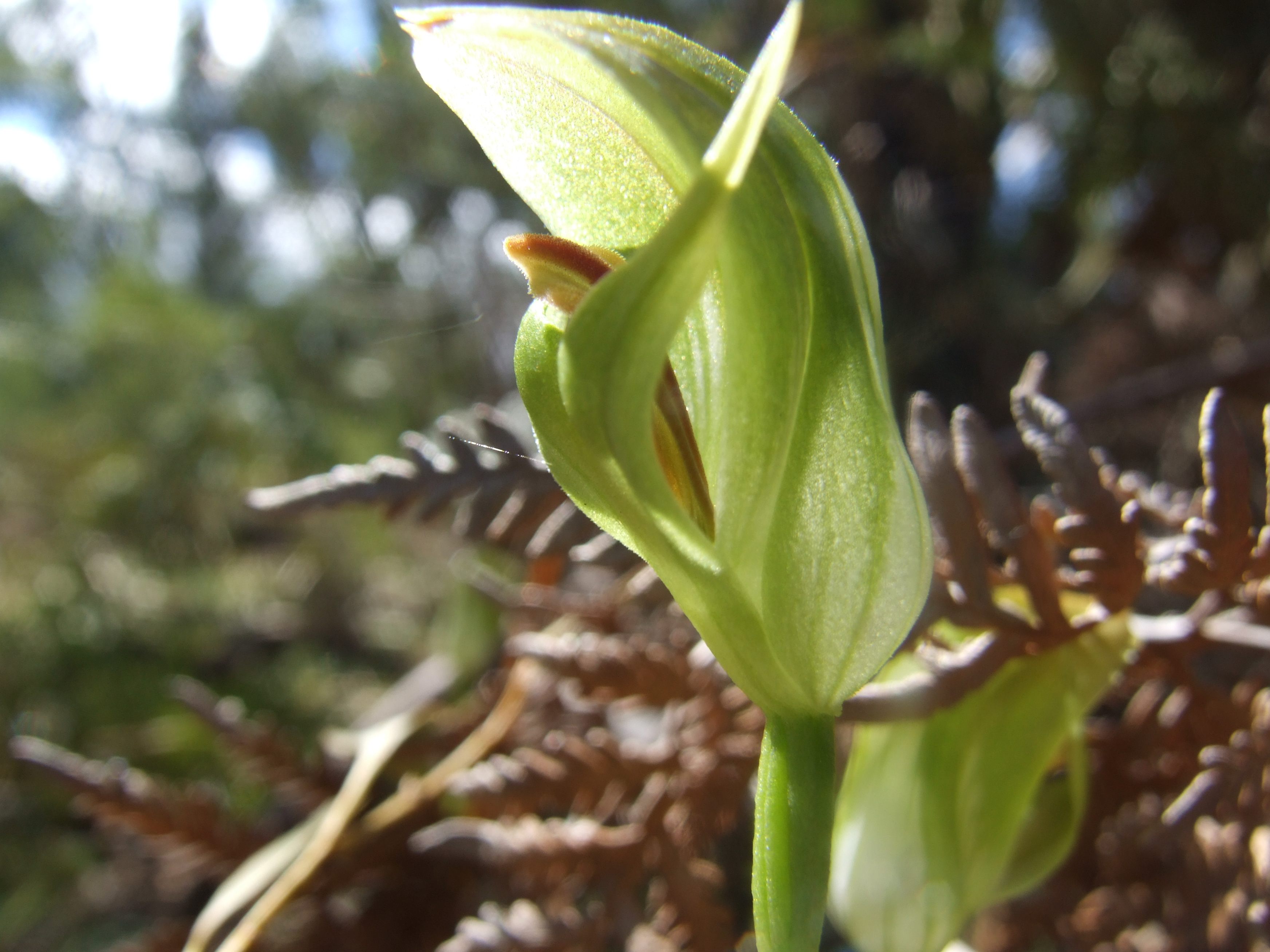
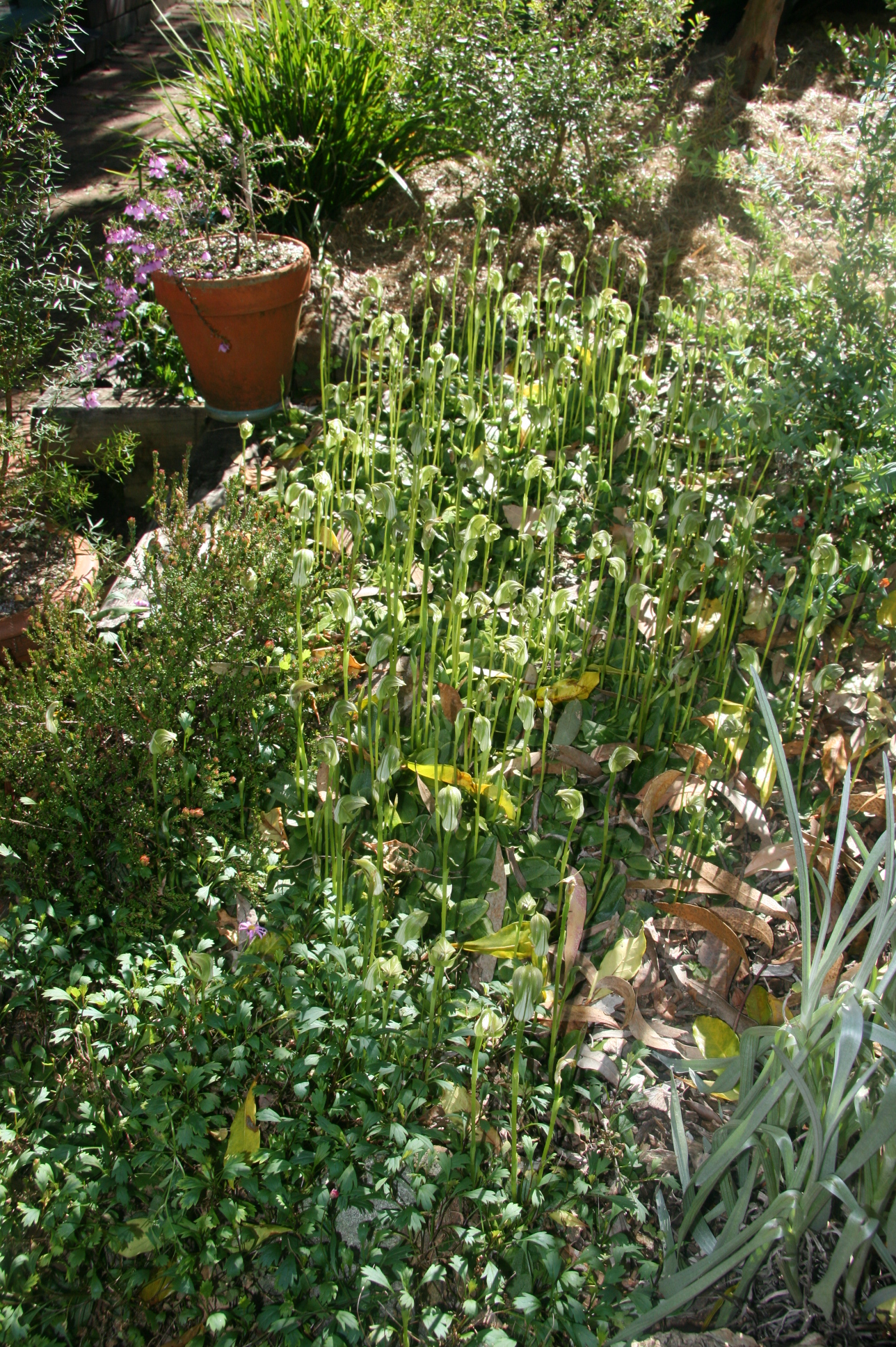
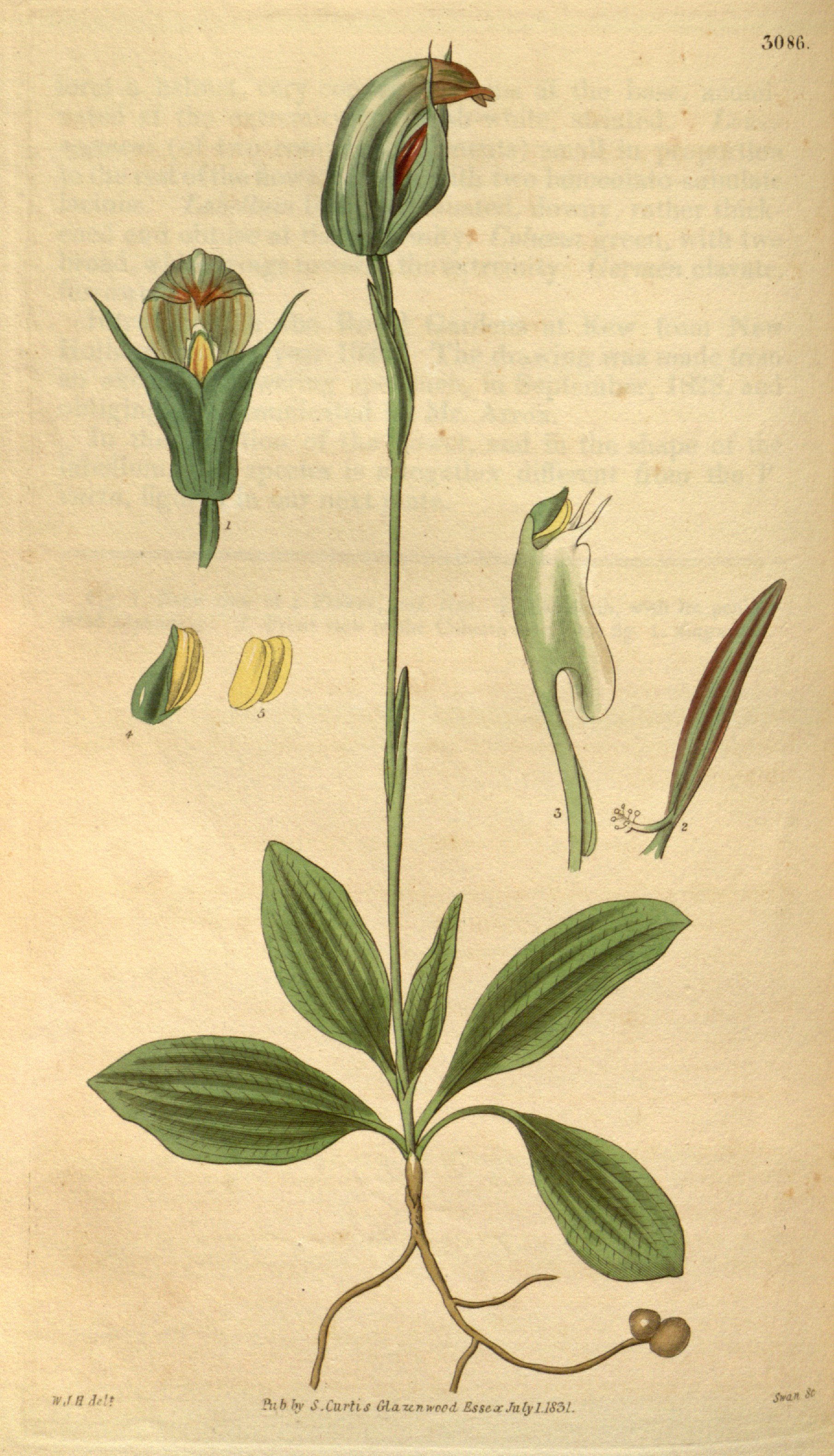
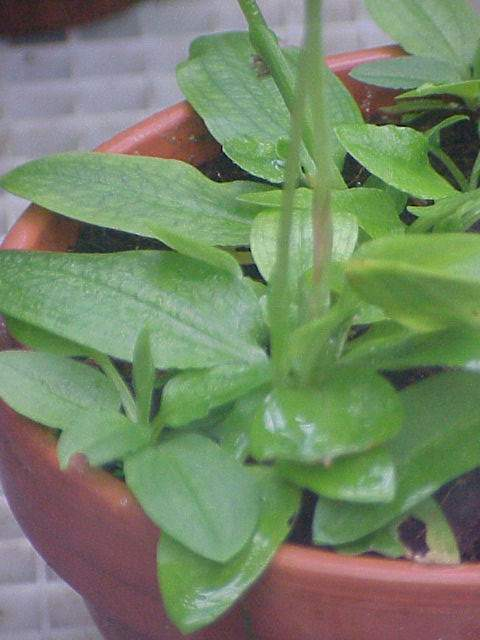